# Marguerite Dielman
Marguerite Dielman, née à Bruxelles le 4 septembre 1865 et morte dans la même ville le 25 janvier 1942, est une artiste peintre belge.

## Biographie

### Famille
Marguerite (Marguerite Éléonore Louise Victorine) Dielman, née rue Belliard no 11 à Bruxelles le 4 septembre 1865, est la fille de Ferdinand Edmond Dielman (1837), commissaire de police à Bruxelles, et de Jeanne Françoise Hennequin (1845), mariés à Saint-Josse-ten-Noode le 2 septembre 1865,.

### Carrière

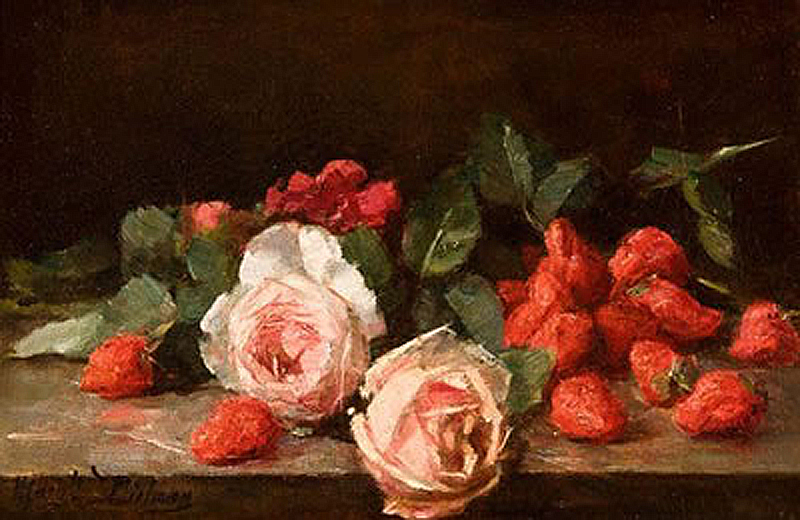
Roses et fraises.

Marguerite Dielman, qui peint depuis son plus jeune âge, se forme à l'atelier de Jean-François Portaels et auprès du peintre Ernest Blanc-Garin.

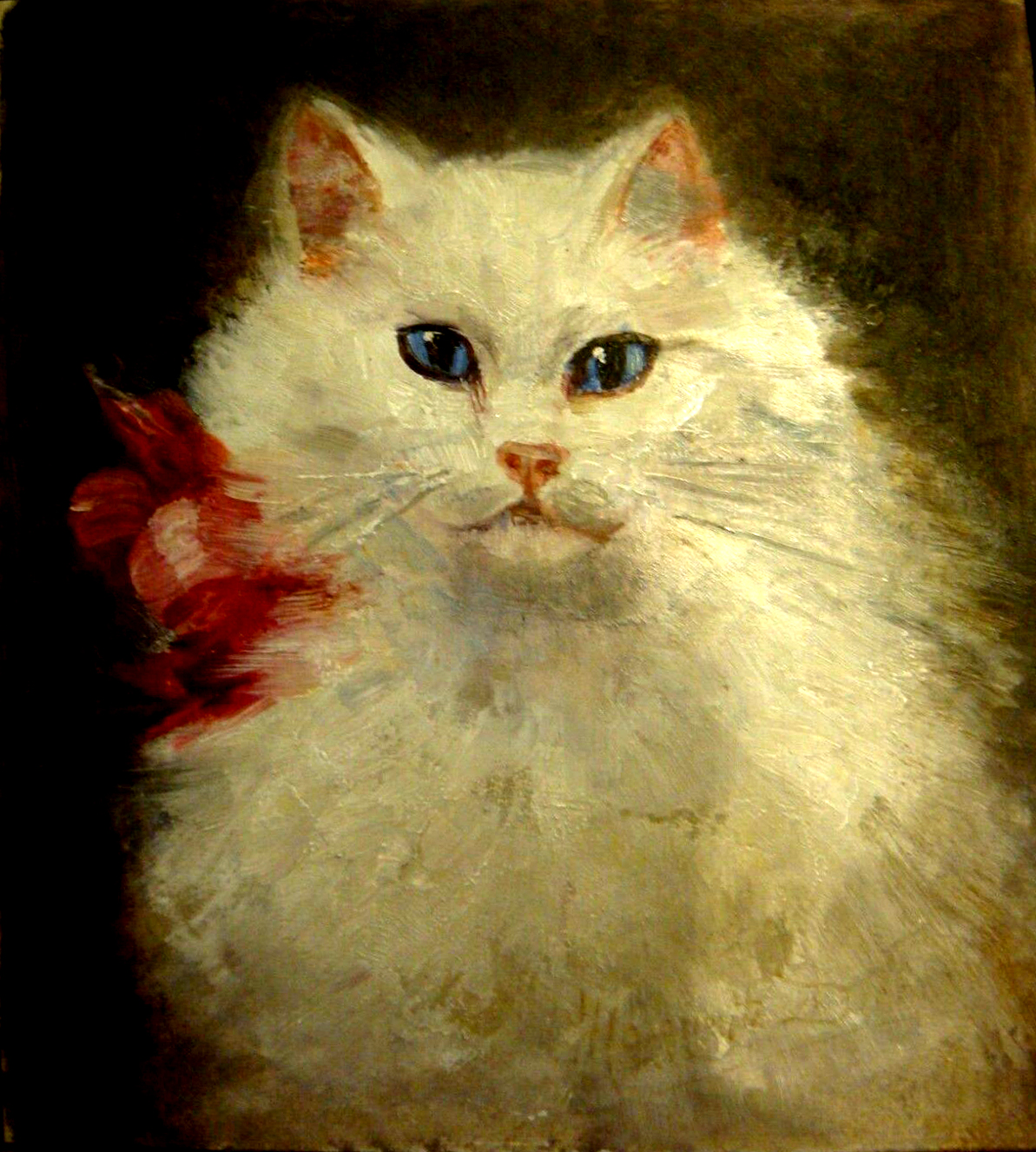
Chat persan à poils longs

Membre du Cercle des femmes peintres, elle expose, en 1890, 1892 et 1893, à trois des quatre salons organisés par l'association bruxelloise. Elle se fait également connaître lors du Salon d'Anvers de 1891, où elle envoie une représentation de fruits. Lors de l'Exposition universelle de 1893 de Chicago, elle expose également une nature morte aux fruits. Elle envoie Iris à l'Exposition de Bordeaux de 1895.
Son succès l'amène à initier des femmes à la peinture. Marguerite Dielman meurt, à l'âge de 66 ans, à Bruxelles le 25 janvier 1942.

## Œuvre

### Caractéristiques
Son champ pictural comprend les natures mortes, ornées de fleurs et de fruits, de même que les représentations animalières. 
En 1915, le quotidien belge Le Messager de Bruxelles publie : « Légèreté, vigueur, coloris, délicatesse, séduction, sentiment très décoratif, sont les qualités premières de la charmante artiste. De progrès en progrès, elle est arrivée, s'est dûment personnalisée, et sa palette éclatante est d'une souplesse exquise. Ses fleurs, ses fruits, brossés en pleine pâte, ont de la couleur et du brio. Elle excelle également dans le portrait des animaux. Elle a signé les plus jolies reproductions de chats, de griffons, de fox-terriers et de dogues d'Ulm. Pour sa part, le critique Lucien Solvay estime que ses fleurs ont le charme de la nature, traduites d'une main adroite, sûre de sa virtuosité et conduite par une délicate vision de la peinture. Ses cytises, ses œillets, ses jonquilles, ont dans leur facture un joli frisson de réalité. »

### Expositions triennales belges
- Salon de Gand (XXXIVe) de 1889 : Chrysanthèmes japonais[6].
- Salon de Bruxelles de 1890
- Salon d'Anvers de 1891 : Fruits et Chrysanthèmes japonais[7].
- Salon de Gand (XXXVe) de 1892 : Fleurs et fruits et Fruits et accessoires[8].
- Salon de Bruxelles de 1900 : Harmonie d'ors[9].
- Salon de Bruxelles de 1903 : Coin de salon et Pivoines[10].
- Salon de Bruxelles de 1907 : Giroflées quarantaines, Fleurs oubliées et œillets et primevères[11].
- Exposition universelle de Bruxelles de 1910[12].